# Michael Gargiulo
Michael Thomas Gargiulo (nacido el 15 de febrero de 1976)  es un asesino en serie y violador estadounidense. Se mudó al sur de California en la década de 1990 y ha sido apodado El Destripador de Hollywood. Fue declarado culpable de dos cargos de asesinato en primer grado y condenado a muerte el 16 de julio de 2021.

## Delitos
Gargiulo es nativo de Glenview, Illinois, donde pudo haber apuñalado a su vecina, Tricia Pacaccio, de 18 años, hasta matarla en su puerta trasera. Su cuerpo fue encontrado por su padre a la mañana siguiente del 14 de agosto de 1993. Se mudó a Los Ángeles en 1998, supuestamente para escapar del escrutinio de la policía en Illinois, y cometió dos asesinatos y un intento de asesinato en el sur de California entre 2001 y 2008.
El 21 de febrero de 2001, asesinó de 47 puñaladas a Ashley Ellerin, de 22 años, en su casa de Hollywood. Entre las lesiones que presentaba la víctima se incluyeron una herida en el cuello que casi le cortó la cabeza y perforaciones profundas en el pecho, estómago y espalda que en algunos casos llegaron a tener hasta quince centímetros de profundidad. Según el detective Tom Small, una puñalada "en realidad penetró el cráneo y sacó un trozo de él como una pieza de rompecabezas". La noche en que fue asesinada, Ellerin había planeado una cita con el actor Ashton Kutcher.
El 1 de diciembre de 2005, Gargiulo mató a puñaladas a Maria Bruno, su vecina de 32 años, en su casa en El Monte, California. Fue apuñalada 17 veces. 
Intentó asesinar a otra de sus vecinas, Michelle Murphy, de 26 años, en su casa de Santa Mónica el 28 de abril de 2008. Ella luchó contra el ataque, y en la escena se encontró sangre que coincidía con el ADN de Gargiulo.

## Detención y juicio
Fue arrestado por el Departamento de Policía de Santa Mónica el 6 de junio de 2008. El 7 de julio de 2011, el Fiscal del Estado del Condado de Cook lo acusó del asesinato en primer grado de Tricia Pacaccio. Aunque está acusado de los dos asesinatos de California y del asesinato de Pacaccio en Illinois, la policía no lo ha relacionado con ningún otro asesinato. Gargiulo supuestamente les dijo a las autoridades en la cárcel del condado de Los Ángeles que solo porque 10 mujeres fueron asesinadas, y su ADN estaba presente, no significa que haya asesinado a nadie, lo que lleva a los investigadores a creer que hay más víctimas. 
Los medios de Los Ángeles apodaron a Gargiulo como el "Destripador de Hollywood". Gargiulo estuvo detenido en la cárcel del condado de Los Ángeles mientras esperaba un juicio por homicidio capital. El 9 de junio de 2017 se llevó a cabo una audiencia previa al juicio en la Corte Superior de Los Ángeles y su juicio comenzaría en octubre de 2017. Luego de demoras, su juicio comenzó el 2 de mayo de 2019. En mayo de 2019, el actor Ashton Kutcher testificó sobre los crímenes.
El 15 de agosto de 2019, fue condenado por todos los cargos. La fase de penalización de su juicio en California comenzó el 7 de octubre de 2019. Se enfrentó a una sentencia de muerte o cadena perpetua sin posibilidad de libertad condicional. Una vez que sea sentenciado, enfrentará la extradición a Illinois para enfrentar el cargo de asesinato en primer grado relacionado con Tricia Pacaccio. Si es declarado culpable en Illinois, la  sentencia iría de 25 años a cadena perpetua. El 18 de octubre de 2019, un jurado recomendó la pena de muerte para Michael Gargiulo después de varias horas de deliberación, pero la sentencia  en California continuó retrasándose por mociones de la defensa. El 16 de julio de 2021 fue condenado a muerte.